# Stephan Lichtsteiner
Stephan Lichtsteiner (Adligenswil, 16 januari 1984) is een Zwitsers voormalig voetballer die doorgaans als aanvallend ingestelde rechtsback speelde. Hij kwam tussen 2001 en 2020 uit voor Grasshoppers, Lille, SS Lazio, Juventus, Arsenal en FC Augsburg. Lichtsteiner was van 2006 tot en met 2019 international in het Zwitsers voetbalelftal, waarvoor hij 108 interlands speelde en acht keer scoorde.

## Clubcarrière

### Grasshoppers
Lichtsteiner doorliep de jeugdopleiding bij FC Luzern, waar Grasshoppers hem in 2000 weghaalde. Voor Grasshoppers debuteerde hij in het seizoen 2001/02 in het betaald voetbal, op 4 mei 2002 in de competitiewedstrijd tegen Young Boys. Een jaar later werd Lichtsteiner met de club landskampioen. In dat seizoen (2002/03) speelde hij zelf 25 competitiewedstrijden. Op 14 september 2003 scoorde hij tegen Neuchâtel Xamax zijn eerste doelpunt in het profvoetbal. Dat seizoen verloor Grasshoppers de bekerfinale en eindigde het teleurstellende zevende in de competitie. In zijn vierde en laatste seizoen bij Grasshoppers eindigde het als derde. In totaal speelde Lichtsteiner 93 wedstrijden voor Grasshoppers, waarin hij goed was voor vier goals en vier assists.

### OSC Lille
Lille OSC haalde Lichtsteiner voorafgaand aan het seizoen 2005/06 naar Frankrijk, dat 650.000 euro voor hem betaalde aan Grasshoppers. Op 30 juli debuteerde Lichtsteiner tegen Stade Rennais voor zijn nieuwe club en hij was meteen verantwoordelijk voor de enige goal van de wedstrijd. Op 14 september maakte hij zijn debuut in de Champions League tegen Benfica. Op 15 maart 2008 was Lichtsteiner tweemaal trefzeker in een 5-0 overwinning op SM Caen. Hij speelde in drie jaar 113 wedstrijden voor Lille en was hierin goed voor zeven goals en zes assists.

### Lazio
In de zomer van 2008 vertrok Lichtsteiner naar SS Lazio, dat 1,2 miljoen euro voor hem neerlegde. Op 31 augustus maakte hij tegen Cagliari zijn debuut voor Lazio. Op 11 april 2009 scoorde Lichtsteiner in de derby tegen AS Roma zijn eerste doelpunt voor Lazio in een 4-2 overwinning. Op 13 mei stond hij in de finale van de Coppa Italia 2008/09 tegen UC Sampdoria. Na 120 minuten stond het 1-1, waarna de wedstrijd naar penalty's ging. Hierin benutte hij de een-na-laatste strafschoppen van Lazio, waarna Lazio met 6–5 won. In zijn eerste seizoen speelde hij 39 wedstrijden voor zijn nieuwe club.
Op 8 augustus won Lichtsteiner de Supercoppa van Internazionale met 2-1 en hij speelde negentig minuten mee. In de competitie streed Lazio echter lang tegen degradatie, maar uiteindelijk eindigde de ploeg als twaalfde. Uiteindelijk speelde Lichtsteiner drie seizoenen voor Lazio, waarin hij goed was voor 117 wedstrijden, drie goals en zes assists.

### Juventus
Op 27 juni 2011 maakte Lichtsteiner de overstap naar Juventus. Naar verluidt ontving Lazio ongeveer tien miljoen euro voor deze transfer. Op 11 september maakte hij tegen Parma Calcio 1913 zijn debuut en hij maakte meteen zijn eerste doelpunt in een 4-1 overwinning. Hij speelde in 35 van de 38 competitiewedstrijden en werd voor het eerst kampioen van Italië, terwijl hij de bekerfinale verloor van  Napoli. 
Lichtsteiner speelde zeven seizoenen bij Juventus en werd in elk van deze seizoenen kampioen van de Serie A. Ook won het viermaal de beker en driemaal de supercup. Eenmaal stond hij in de finale van de Champions League, maar in de finale van 2014/15 was FC Barcelona met 3-1 te sterk. In totaal kwam Lichtsteiner tot 258 wedstrijden voor Juventus, hierin was hij goed voor vijftien goals en 31 assists. 

### Arsenal
In de zomer van 2018 trok Lichtsteiner transfervrij naar Arsenal, waar hij op 12 augustus tegen Manchester City als invaller voor de geblesseerde Ainsley Maitland-Niles zijn debuut maakte. Op 31 oktober scoorde Lichtsteiner in de vierde ronde van de EFL Cup tegen Blackpool zijn eerste en enige treffer voor Arsenal. Hij speelde 23 wedstrijden in alle competities dat seizoen en vertrok na één seizoen al.

### FC Augsburg
Op 19 augustus 2019 versterkte FC Augsburg zich transfervrij met Lichtsteiner. Hij maakte vijf dagen later zijn debuut tegen 1. FC Union Berlin, waarmee hij met zijn 36 jaar en zes maanden oud de oudste speler ooit werd van FC Augsburg. Hij speelde twintig wedstrijden met Augsburg, eindigde als vijfde en maakte op 20 augustus 2020 bekend dat hij zou stoppen met voetbal.

## Clubstatistieken
| Seizoen | Club         | Competitie     | Competitie | Competitie | Beker | Beker | Internationaal | Internationaal | Totaal | Totaal |
| Seizoen | Club         | Competitie     | Wed.       | Dlp.       | Wed.  | Dlp.  | Wed.           | Dlp.           | Wed.   | Dlp.   |
| ------- | ------------ | -------------- | ---------- | ---------- | ----- | ----- | -------------- | -------------- | ------ | ------ |
| 2001/02 | Grasshoppers | Super League   | 1          | 0          | 0     | 0     | 0              | 0              | 1      | 0      |
| 2002/03 | Grasshoppers | Super League   | 25         | 0          | 1     | 0     | 1              | 0              | 27     | 0      |
| 2003/04 | Grasshoppers | Super League   | 26         | 2          | 6     | 0     | 4              | 0              | 36     | 2      |
| 2004/05 | Grasshoppers | Super League   | 27         | 2          | 1     | 0     | —              | —              | 28     | 2      |
| 2005/06 | Lille OSC    | Ligue 1        | 31         | 2          | 4     | 0     | 8              | 0              | 43     | 2      |
| 2006/07 | Lille OSC    | Ligue 1        | 24         | 0          | 5     | 0     | 3              | 0              | 32     | 0      |
| 2007/08 | Lille OSC    | Ligue 1        | 34         | 4          | 4     | 1     | —              | —              | 38     | 5      |
| 2008/09 | SS Lazio     | Serie A        | 33         | 1          | 6     | 0     | —              | —              | 39     | 1      |
| 2009/10 | SS Lazio     | Serie A        | 33         | 2          | 3     | 0     | 7              | 0              | 43     | 2      |
| 2010/11 | SS Lazio     | Serie A        | 34         | 0          | 1     | 0     | —              | —              | 35     | 0      |
| 2011/12 | Juventus     | Serie A        | 35         | 2          | 3     | 0     | —              | —              | 38     | 2      |
| 2012/13 | Juventus     | Serie A        | 28         | 4          | 2     | 0     | 6              | 0              | 36     | 4      |
| 2013/14 | Juventus     | Serie A        | 27         | 2          | 2     | 1     | 7              | 0              | 36     | 3      |
| 2014/15 | Juventus     | Serie A        | 32         | 3          | 5     | 0     | 13             | 0              | 50     | 3      |
| 2015/16 | Juventus     | Serie A        | 26         | 0          | 5     | 1     | 6              | 1              | 37     | 2      |
| 2016/17 | Juventus     | Serie A        | 26         | 1          | 3     | 0     | 1              | 0              | 30     | 1      |
| 2017/18 | Juventus     | Serie A        | 27         | 0          | 3     | 0     | 2              | 0              | 32     | 0      |
| 2018/19 | Arsenal FC   | Premier League | 14         | 0          | 3     | 1     | 6              | 0              | 23     | 1      |
| 2019/20 | FC Augsburg  | Bundesliga     | 20         | 0          | 0     | 0     | —              | —              | 20     | 0      |
| Totaal  | Totaal       | Totaal         | 503        | 25         | 57    | 4     | 64             | 1              | 624    | 30     |

## Interlandcarrière
Lichtsteiner speelde op 15 november 2006 zijn eerste interland in het Zwitsers voetbalelftal, een vriendschappelijke wedstrijd tegen Brazilië. Hij moest in dat duel na 85 minuten plaatsmaken voor Gökhan Inler. Twee jaar later behoorde hij tot de nationale selectie van bondscoach Jakob Kuhn voor het Europees kampioenschap 2008 en begon hij in alle drie de wedstrijden in de basis. Kuhns opvolger Ottmar Hitzfeld selecteerde Lichtsteiner twee jaar later ook voor het wereldkampioenschap 2010. Ook hier was hij in alle drie de wedstrijden basisspeler. In mei 2014 werd Lichtsteiner door bondscoach Hitzfeld opgenomen in de selectie voor het wereldkampioenschap 2014 in Brazilië. In alle wedstrijden kwam hij in actie, waaronder ook de van Argentinië verloren achtste finale (1–0). Op 14 oktober 2014 speelde Lichtsteiner in het EK-kwalificatietoernooi zijn zeventigste interland en eerste wedstrijd als aanvoerder van Zwitserland. Ook in de oefeninterland tegen Liechtenstein (3–0 winst) op 10 juni 2015 was hij de aanvoerder. Lichtsteiner was Zwitserlands aanvoerder op het EK 2016; het land werd na strafschoppen uitgeschakeld in de achtste finale door Polen (1–1, 4–5).
Lichtsteiner maakte eveneens deel uit van de Zwitserse ploeg, die deelnam aan de WK-eindronde 2018 in Rusland. Daar eindigde de selectie onder leiding van bondscoach Vladimir Petković als tweede in groep E, achter Brazilië (1–1) maar vóór Servië (2–1) en Costa Rica (2–2). In de achtste finales ging Zwitserland vervolgens op dinsdag 3 juli met 1–0 onderuit tegen Zweden door een treffer van Emil Forsberg, waarna de thuisreis geboekt kon worden. Lichtsteiner kwam als aanvoerder in drie van de vier WK-duels in actie voor de nationale ploeg.
Net als zijn collega's Granit Xhaka en Xherdan Shaqiri kreeg Lichtsteiner tijdens het toernooi een boete opgelegd door de wereldvoetbalbond FIFA. Aanleiding was de groepswedstrijd tegen Servië. Xhaka maakte in dat duel de 1-1, terwijl Shaqiri in de blessuretijd het winnende doelpunt aantekende (2–1). Beide spelers met Albanees-Kosovaarse roots vierden hun doelpunten door het zogeheten "Doppeladler"-gebaar te maken, een verwijzing naar de dubbelkoppige adelaar uit de vlag van Albanië. Xhaka en Shaqiri moesten ongeveer 8.700 euro betalen, Lichtsteiner de helft. De ervaren verdediger maakte hetzelfde gebaar als Xhaka en Shaqiri om de Serviërs verder op te jutten.

## Erelijst
| Competitie          |             |                                                               |             |             |
| Competitie          | Aantal      | Jaren                                                         |             |             |
| Grasshopper         | Grasshopper | Grasshopper                                                   | Grasshopper | Grasshopper |
| ------------------- | ----------- | ------------------------------------------------------------- | ----------- | ----------- |
| Nationalliga A      | 1x          | 2002/03                                                       |             |             |
| Lazio Roma          |             |                                                               |             |             |
| Coppa Italia        | 1x          | 2008/09                                                       |             |             |
| Supercoppa Italiana | 1x          | 2009                                                          |             |             |
| Juventus            |             |                                                               |             |             |
| Serie A             | 7x          | 2011/12, 2012/13, 2013/14, 2014/15, 2015/16, 2016/17, 2017/18 |             |             |
| Coppa Italia        | 4x          | 2014/15, 2015/16, 2016/17, 2017/18                            |             |             |
| Supercoppa Italiana | 3x          | 2012, 2013, 2015                                              |             |             |

1 Sommer ·
2 Lichtsteiner  ·
3 Moubandje ·
4 Elvedi ·
5 Akanji ·
6 Lang ·
7 Embolo ·
8 Freuler ·
9 Seferović ·
10 Xhaka ·
11 Behrami ·
12 Mvogo ·
13 Rodríguez ·
14 Zuber ·
15 Džemaili ·
16 Fernandes ·
17 Zakaria ·
18 Gavranović ·
19 Drmić ·
20 Djourou ·
21 Bürki ·
22 Schär ·
23 Shaqiri ·
Coach: Petković